# 夕刊さくらい〜ニュースのツボ!〜
夕刊さくらい〜ニュースのツボ!〜（ゆうかんさくらいニュースのツボ）は1996年4月8日に放送を開始したHBCラジオの夕方の情報番組。 現在まで続く朝の情報番組「朝刊さくらい」開始に伴い1998年4月3日をもって終了。

## 出演者
- 桜井宏
- 小橋亜樹

## 放送時間
- 毎週月曜 - 金曜 15:30 - 18:00

## 番組内容
- 放送当日の新聞各紙夕刊から数項目気になるニュースをランキング形式で伝えるのがメイン。ランキングは街角でのアンケート調査で決定、このスタイルはその後「夕刊おがわ」の途中で変更になるまで受け継がれた。
- 前番組のカーナビラジオ内で小橋が出演、ランキング決定前のその日のニュースの項目を伝えていた。
- 当時のカーナビラジオは2時間30分番組であり、時間に余裕のない編成で、15:30の終了予定時間を越すことも多々あり、番組冒頭の部分が最大5分程度削られることも多かった。